# 特赖森河上游努斯多夫
特赖森河上游努斯多夫是奥地利下奥地利州圣帕尔滕兰县的一个市镇。总面积15.43平方公里，总人口1583人，人口密度102.6人/平方公里（2005年）。